# Rozvodna Krasíkov
Rozvodna Krasíkov (zkratkou KRA) se nachází na území obce Krasíkov asi 6 km jihovýchodně od Lanškrouna, v okrese Ústí nad Orlicí v Pardubickém kraji. Je také jedinou rozvodnou na 400 kV v kraji. Provozuje se v napěťových hladinách 400 a 110 kV.

## Význam
Rozvodna Krasíkov patří k nejvýznamnějším rozvodnám v Pardubickém kraji. Část 400 kV provozuje ČEPS, a.s, část 110 kV provozuje ČEZ. Do rozvodny je přiváděna elektřina z vodní elektrárny Dlouhé stráně.

## Historie
Rozvodna byla založena v roce 1969. V roce 1973 byla připojena na 400 kV smyčkou z linky Výškov - Prosenice. Následující rok (1974) byla spuštěna linka z rozvodny Výškov. V roce 1993 byla do této rozvodny připojena elektrárna Dlouhé stráně.
V roce 2016 byla rozvodna spojena jednoduchým vedením 400 kV s rozvodnou Horní Životice.

## Popis

### Napěťové hodnoty
Rozvodna je provozována v napěťových hodnotách 400 kV a 110 kV. Hladinou 400 kV jsou spojeny rozvodny Týnec, Neznášov, Horní Životice a Prosenice. Na této hladině je přiváděn výkon z elektrárny Dlouhé stráně.

### Transformátory
Transformace 400/110 kV je zajištěna třemi třífázovými transformátory. Ze dvou transformátorů je vyvedena odbočka na rotační kompenzátory sloužící k vyrovnání jalového výkonu. V roce 2021 byla rozvodna doplněna o variabilní kompenzační tlumivku. 

### Vedení
Do rozvodny jsou zaústěna následující vedení:

#### Vedení 400 kV – ZVN – zvláště vysoké napětí
- Dvojité vedení V401/V402 Týnec - Krasíkov/Krasíkov - Prosenice
- Dvojité vedení V457/V458 EDS – Krasíkov/Krasíkov - Horní Životice
- Jednoduché vedení V453 Neznášov - Krasíkov